# 이번 생은 선인장
《이번 생은 선인장》은 매주 토요일 오후 3시 55분에 방송하는 교양 프로그램이다.